# Otto von Kotzebue

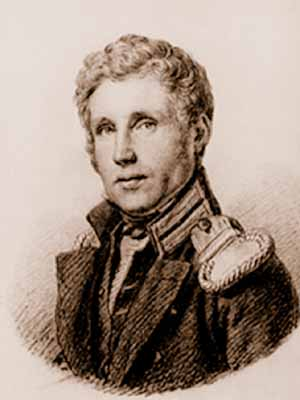
Otto von Kotzebue

Otto von Kotzebue (russisch Отто Евстафьевич Коцебу; * 19. Dezemberjul. / 30. Dezember 1787greg. in Reval, Russland (heute: Tallinn, Estland); † 3. Februarjul. / 15. Februar 1846greg. ebenda) war ein deutschbaltischer Offizier der Russischen Marine und in dieser Funktion dreifacher Weltumsegler und Entdeckungsreisender.

## Leben

### Jugend und erste Weltreise
Otto von Kotzebue war der zweite Sohn des aus Weimar stammenden Dichters August von Kotzebue. Nach dem frühen Tod der Mutter, Friederike von Kotzebue, geborene von Essen (1763–1790), heiratete der Vater 1794 ein zweites Mal. Otto besuchte von 1793 bis 1796 die Elementarschule in Reval und anschließend bis 1801 das Gymnasium in Sankt Petersburg. 1801 wurde er auf die Seekadettenanstalt Sankt Petersburg geschickt, wo er 1803 seinen Abschluss machte. Bereits im gleichen Jahr nahm er mit seinem jüngeren Bruder Moritz (1789–1861) an der ersten russischen Weltumseglung unter Adam Johann von Krusenstern, einem Vetter von Ottos Stiefmutter, auf der Fregatte Nadeschda teil. Die Reise, deren Ziel die Stärkung des russischen Fernosthandels war, dauerte bis 1806.
Anschließend blieb Kotzebue bei der Kaiserlich Russischen Marine und wurde zum Bootsmann befördert, 1811 zum Leutnant. 1812 umfuhr er mit Admiral Roman Wassiljewitsch Crown von Archangelsk kommend Skandinavien. Als die Russisch-Amerikanische Kompagnie 1813 einen Kapitän suchte, der mit der Suworow ihre Stationen an der amerikanischen Westküste aufsuchen sollte, bewarb Kotzebue sich um diesen Auftrag, erschien mit seinem Alter von nur 25 Jahren aber als zu jung.

### Zweite Weltreise 1815–1818

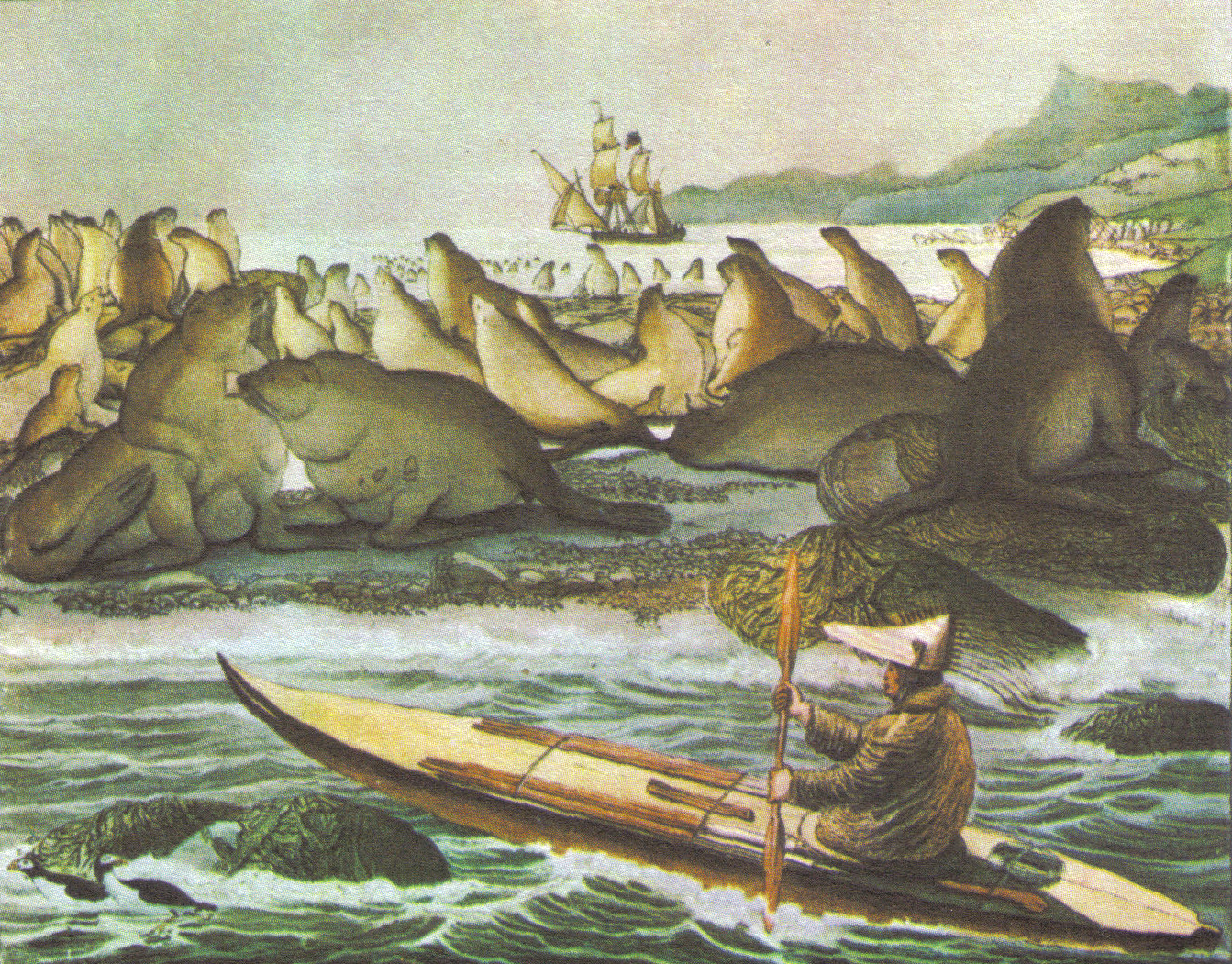
Die Rurik vor der Insel Sankt Paul (Alaska) von Ludwig Choris

Nach dem Ende der Napoleonischen Kriege erwachte in Russland erneut das Interesse, stärker am Fernosthandel beteiligt zu sein und die amerikanischen Besitzungen auf einem kürzeren Weg zu erreichen. Der russische Außenminister Graf Nikolai Petrowitsch Rumjanzew rüstete privat die Brigg Rurik für eine Expedition zur Erforschung der Nordwestpassage aus. Auf Empfehlung Krusensterns übertrug er Leutnant Otto von Kotzebue die Leitung der Reise, an der als naturwissenschaftliche Mitarbeiter auch Adelbert von Chamisso, den Charles Darwin als zu Recht ausgezeichneten Naturforscher bezeichnete, und Johann Friedrich von Eschscholtz sowie als Maler Ludwig Choris (auch Louis Choris) teilnahmen. Die Rurik umsegelte Kap Hoorn und erreichte auf einem Weg abseits der üblichen Routen Kamtschatka. Dabei wurden zahlreiche polynesische Inseln kartografiert. Besonders lange hielt sich die Expedition im Archipel der Marshallinseln auf und kehrte auch 1817 noch zweimal dorthin zurück. Kotzebues ethnografische Beobachtungen bilden bis heute den Grundbestand des volkskundlichen Wissens von diesen Inseln. Im Sommer 1816 passierte die Rurik die Beringstraße und Kotzebue entdeckte den Kotzebuesund in Alaska, wo heute die Kleinstadt Kotzebue nach ihm benannt ist. Die Hoffnung, dass dies der Anfang der gesuchten Durchfahrt wäre, wurde bald enttäuscht, aber es war ein geschützter Ankerplatz für künftige Expeditionen gefunden. Den Winter 1816/17 verbrachte man in Kalifornien und auf Hawaii. An den Folgen einer Verletzung leidend, die er sich während eines schweren Sturms am 13. April 1817 zugezogen hatte, musste Kotzebue die Reise im Juli 1817 bei der Sankt-Lorenz-Insel abbrechen, ohne die Beringstraße noch einmal durchsegelt zu haben. Das Kap der Guten Hoffnung umfahrend kehrte die Rurik nach Europa zurück. Als sie im Juli 1818 in den Hafen von Reval einlief, waren von der Expedition aber insgesamt über 400 Inseln kartografiert worden.
Nach seiner Rückkehr heiratete Kotzebue am 1. Dezember 1818 Amalie Zweig (1798–1873), mit der er in der Folge neun Kinder hatte. Sein Vater fiel am 23. März 1819 in Mannheim einem Attentat des Burschenschafters Karl Ludwig Sand zum Opfer.
1819 wurde ihm der Orden des Heiligen Wladimir vierter Klasse verliehen. Außerdem wurde er zum Kapitänleutnant befördert. 1821 erschien auf Deutsch sein Expeditionsbericht, der noch im selben Jahr ins Englische und 1823 ins Russische übersetzt wurde.

### Dritte Weltreise 1823–1826

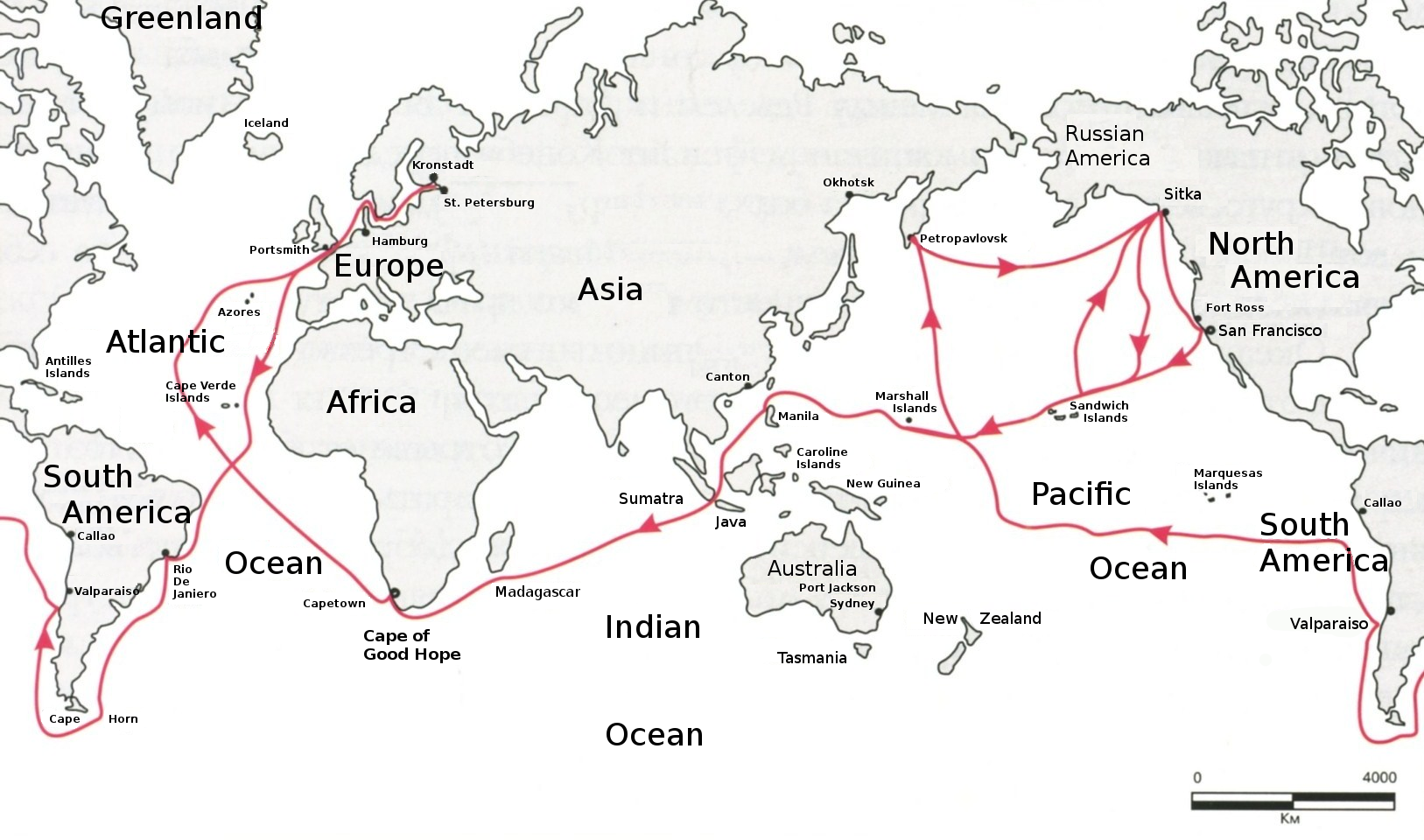
Route der Predprijatije 1823–1826.

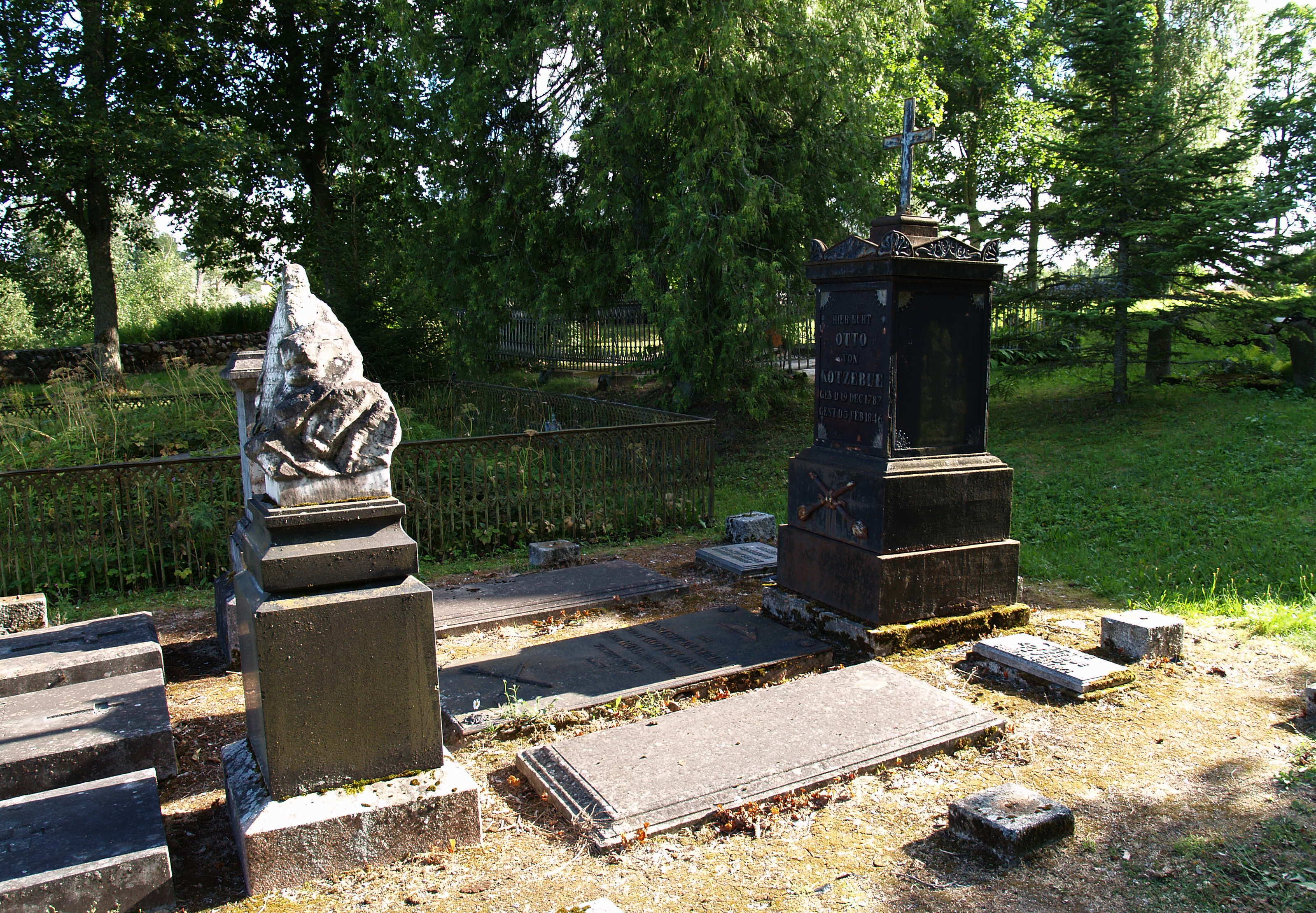
Otto von Kotzebues Grab in Kose

Im März 1823 wurde Otto von Kotzebue zum Leiter einer weiteren Weltreise wissenschaftlichen Charakters bestimmt, die die Ergebnisse der Rurik-Expedition vervollständigen sollte. Er beaufsichtigte zunächst den Bau und die Ausrüstung des Schiffs, das den Namen Predprijatije (russisch Предприятие, übersetzt Unternehmung) trug und im Sommer 1823 mit 145 Personen an Bord von Kronstadt aus in See stach. An Bord befanden sich als Wissenschaftler der Physiker Emil Lenz, der Astronom Ernst Wilhelm Preuß (1796–1839), der Mineraloge Ernst Reinhold Hofmann (1801–1871) und erneut der Naturforscher Eschscholtz.
Vor der Abreise wurde die Order an Kotzebue dahingehend ergänzt, dass er die russischen Niederlassungen auf Kamtschatka mit Vorräten versorgen und den Schleichhandel ausländischer Schiffe an der russisch-amerikanischen Küste unterbinden sollte. Die Predprijatije war zur Durchsetzung dieses Ziels mit 24 Kanonen bestückt. Die Aufgaben der Expedition waren nun gleichermaßen wissenschaftlicher wie handelspolitischer Natur.
Die eingeschlagene Route um Kap Hoorn nach Talcahuano in Chile und weiter nach Kamtschatka ähnelte derjenigen der ersten von Kotzebue geführten Expedition. Neben San Francisco besuchte er auch erneut die Marshallinseln. Dabei vermaß er erstmals das Bikini-Atoll, dem er nach Johann Friedrich Eschscholtz den Namen Eschscholtz-Inseln gab.
Nachdem die Predprijatije 1826 nach Russland zurückgekehrt war, wurde Kotzebue zum Fregattenkapitän befördert und in Kronstadt stationiert. Für seine Verdienste erhielt er den St.-Annen-Orden zweiter Klasse. Ein Jahr später wurde er Kommandant des Linienschiffs Peter I. Nachdem er 1829 zum Kapitän zur See befördert worden war, nahm er 1830 seinen Abschied von der Marine und zog sich auf sein Landgut Kau in Estland zurück. Er starb 1846 in Reval und wurde in Kosch, heute Kose in Estland, begraben. Nach ihm benannt ist die Otto-von-Kotzebue-Insel in der Antarktis sowie der Kotzebue-Sund und die Stadt Kotzebue in Alaska.

## Schriften
- Entdeckungs-Reise in die Süd-See und nach der Berings-Straße zur Erforschung einer nordöstlichen Durchfahrt in den Jahren 1815 bis 1818. 3 Bände, Hoffmann, Weimar 1821 (1. Band, 2. Band, 3. Band).
- Neue Reise um die Welt in den Jahren 1823, 24, 25 und 26. 2 Bände, Hoffmann, Weimar 1830 (Teil 1, Teil 2).